# The Fatal Fortune
The Fatal Fortune é um seriado estadunidense de 1919, no gênero aventura, dirigido por Donald MacKenzie e Frank Wunderlee, em 15 capítulos, estrelado por Helen Holmes, Jack Levering e Leslie King. O seriado foi a única produção da Sherman Krellberg Productions, empresa criada pelo produtor independente Sherman S. Krellberg, em New Jersey, para produzir os filmes de Helen Holmes, mediante o sucesso dos seriados da atriz. Veiculou originalmente nos cinemas dos Estados Unidos entre 15 de dezembro de 1919 e 22 de março de 1920, e não alcançou o sucesso desejado.
Este seriado é considerado perdido.

## Sinopse

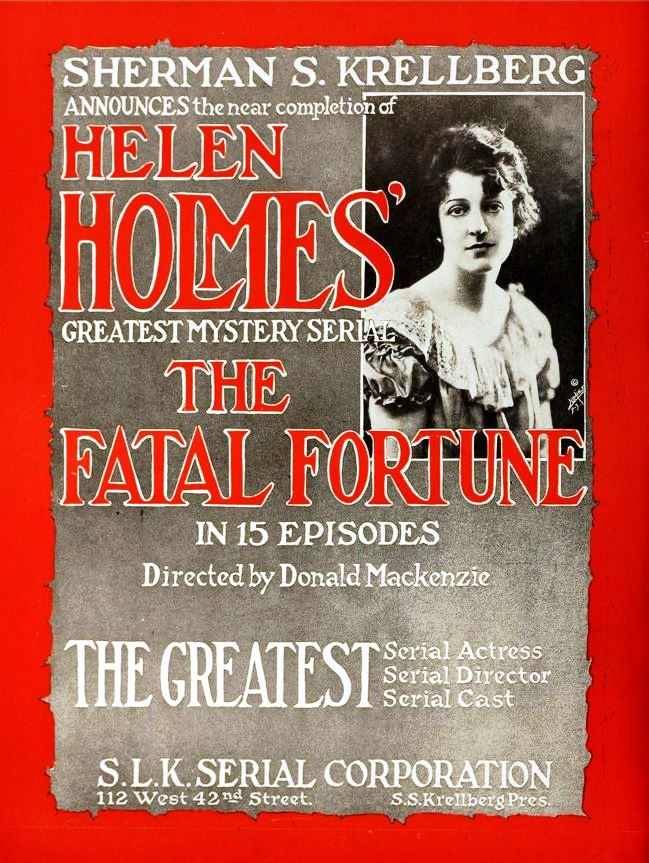
Anúncio do seriado.

Uma jovem repórter viaja para uma ilha dos mares do Sul em busca de um tesouro enterrado.

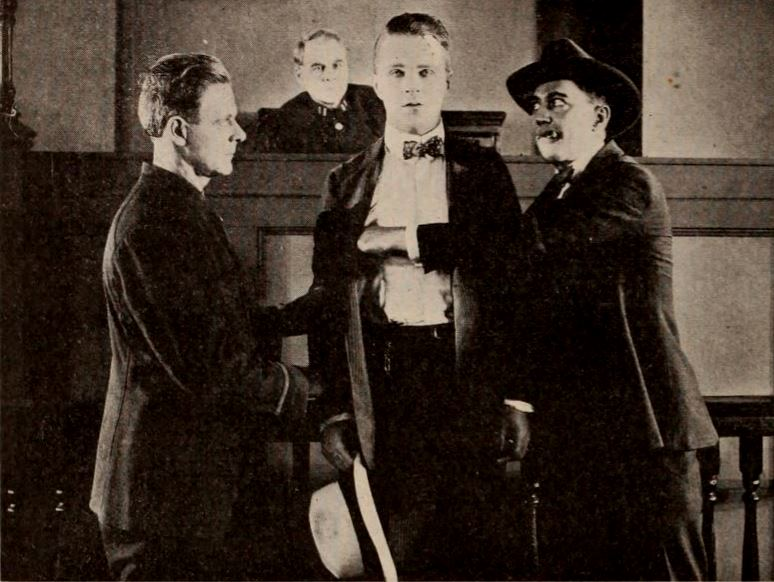
Cena do seriado The Fatal Fortune (1919) com Jack Levering, na pg. 82 de 13 de setembro de 1919, Exhibitors Herald.

## Elenco
- Helen Holmes	 ...	Helen
- Jack Levering
- Leslie King
- William Black
- Frank Wunderlee
- Floyd Buckley
- Jack Dalbrook
- Nellie Lindrith
- Lillian Worth

## Capítulos
1. The Trader's Secret
2. Men of Tigerish Mold
3. Tortured by Flames
4. A Climb for Life
5. The Forced Marriage
6. Desperate Chances
7. A Plunge to Death
8. A Struggle in Midair
9. The Deadly Peril
10. Sure Death
11. A Leap for Life
12. A Fiendish Plot
13. Set Adrift
14. The Hidden Treasure
15. Unmasked